# Карбонаты (минералы)

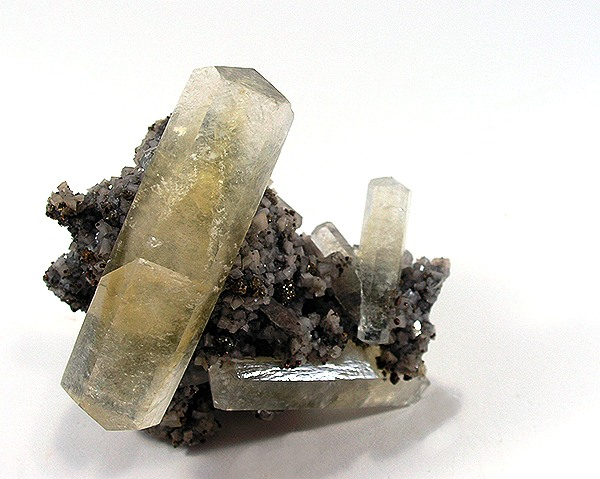
Кальцит

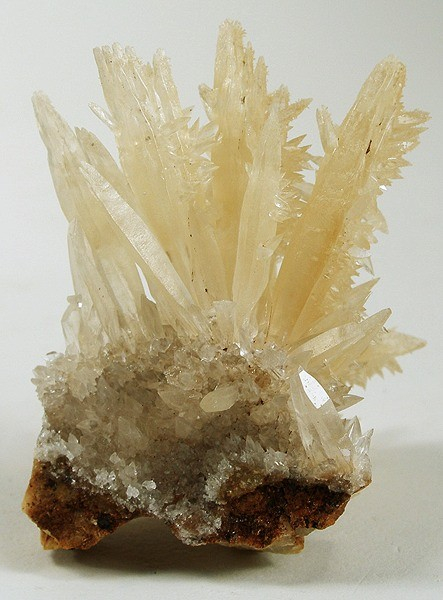
Арагонит

Природные карбона́ты — класс минералов, состоящих из неорганических карбонатов — солей угольной кислоты. В структуру входят:
- анион CO32−;
- один или два катиона;
- иногда, дополнительные анионы (например, OH−, F−, Cl−).

В класс входят более двухсот минералов, широкое распространение имеют природные карбонаты кальция (кальцит, арагонит), магния (магнезит), железа (сидерит), натрия (трона). Природные карбонаты других катионов — бария (витерит), стронция (стронцианит), марганца (родохрозит), свинца (церуссит), цинка (смитсонит), меди (малахит, азурит), редкоземельных элементов (бастнезит), уранила (резерфордин) — встречаются реже.

## Свойства
Распространённые природные карбонаты кристаллизуются по образцу кальцита (тригональная сингония: магнезит, сидерит, доломит, родохрозит, смитсонит) или арагонита (ромбическая сингония: стронцианит, витерит, церуссит). Встречаются также моноклинная и гексагональная сингонии. Природные карбонаты зачастую способны к образованию больших чётко огранённых кристаллов, в основном с совершенной спайностью, обычно бесцветных или окрашенных слабо, яркие цвета некоторых минералов связаны с присутствием ионов-хромофоров:
- меди: зелёный малахит и синий азурит;
- железа: коричневый сидерит;
- марганца: розовый родохрозит;

или механических вкраплений:
- битума: чёрный цвет;
- гематита: красный цвет;
- хлорита: зелёный цвет.

Твёрдость сильно варьирует — от 1 по шкале Мооса для троны до 5 для смитсонита. На поверхностях разлома наблюдается «стеклянный» блеск. Многие карбонаты обладают двойным лучепреломлением.

## Распространение
Природные карбонаты в земной коре находятся в больших количествах. Образование их происходит многими путями:
- хемогенным и биогенным через осаждение из вод озёр и морей для известняков, доломитов, природной соды;
- через метаморфизм известняки и доломиты переходят в мраморы;
- гидротермальным в низко- и среднетемпературных жилах;
- кристаллизацией из магмы (карбонатические лавы и карбонатиты в кольцевых щёлочно-ультраосновных интрузиях);
- метасоматическим через карбонизацию околорудных горных пород;
- выветривания силикатных пород в сухом климате.

Для зоны окисления рудных месторождений характерно присутствие карбонатов (свинца, цинка, меди, уранила, кобальта никеля).

## Использование
Природные карбонаты используются в строительстве в качестве строительных материалов и как сырьё для производства цемента. Карбонаты некоторых металлов (меди, свинца, цинка, стронция, редкоземельных элементов) используются как руды.